# NGC 4190
NGC 4190 is een onregelmatig sterrenstelsel in het sterrenbeeld Jachthonden. Het hemelobject werd op 1 mei 1785 ontdekt door de Duits-Britse astronoom William Herschel.

## Synoniemen
- UGC 7232
- MCG 6-27-30
- ZWG 187.24
- VV 104
- KUG 1211+369
- PGC 39023